# Popołudnie ze Straussem

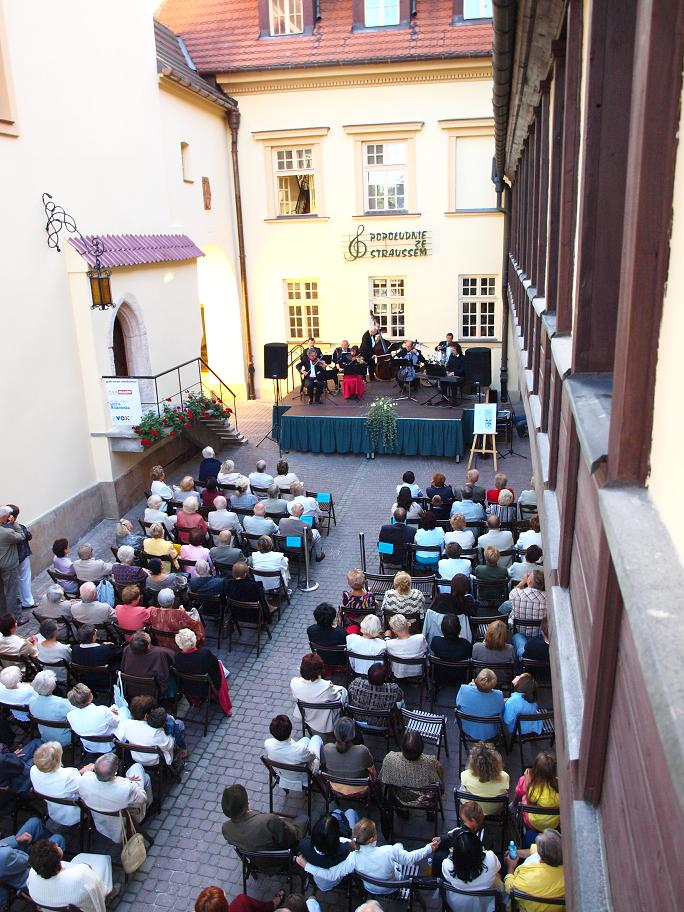

Popołudnia ze Straussem — koncerty organizowane przez Polskie Towarzystwo Straussowskie i Muzeum Żup Krakowskich Wieliczka w każdą ostatnią niedzielę miesiąca, od czerwca do września. Koncerty odbywają się na dziedzińcu lub w sali gotyckiej zamku żupnego. Galicyjska Orkiestra Straussowska "Obligato" wykonuje utwory sławnych wiedeńczyków. Koncerty organizowane są od 1993 roku. Popołudnia ze Straussem zostały wyróżnione przez Ministerstwa Kultury i Sztuki jako najciekawsze wydarzenie kulturalne 1995 roku.